# Zadnistriany
Zadnistriany (ukr. Задністряни; do 1947 roku Hołodówka) – wieś na Ukrainie w rejonie samborskim obwodu lwowskiego.

## Historia
Pod koniec XIX w. wieś w powiecie rudeckim.

## Urodzeni
- Grzegorz Łakota – ukraiński duchowny greckokatolicki